# Oligacanthorhynchus lagenaeformis
Espèce
Synonymes
- Echinorhynchus lagenaeformis Westrumb, 1821 - protonyme
- Echinorhynchus falconis cyanei Rudolphi, 1819

Oligacanthorhynchus lagenaeformis est une espèce d'acanthocéphales de la famille des Oligacanthorhynchidae. 
C'est un parasite digestif de rapaces d'Europe.

## Publication originale
- Aug. Henr. Ludov. Westrumb, De Helminthibus acanthocephalis; commentatio historico-anatomica. Adnexo recensu animalum, in Museo vindobonensi circa helminthes dissectorum, et singularum speciocrum harum in illis repertarum, 1821, 85 p. (lire en ligne). (p. 7)